# Union nationale des travailleurs (Venezuela)
Pour les articles homonymes, voir Union nationale des travailleurs.
L'Union nationale des travailleurs (UNT) – en espagnol : Unión Nacional de Trabajadores – est un syndicat du Venezuela.
Fondée par des partisans du président Hugo Chávez, au cours d'un congrès constitutif tenu les 2 et 3 août 2003, l'UNT vise à concurrencer directement la puissante Confédération des travailleurs du Venezuela (CTV), ouvertement opposée à la politique du président Chávez.
Au niveau politique, l'UNT est réputée « proche » de l'Action démocratique (AD).